# لورانس كانون
لورانس كانون هو دبلوماسي وسياسي كندي، ولد في 6 ديسمبر 1947 في مدينة كيبك في كندا. حزبياً، نشط في حزب المحافظين الكندي وحزب كيبيك الليبرالي.

## مناصب
- انتخب سفير.
- انتخب عضو الجمعية الوطنية في كيبك [الإنجليزية]‏.
- انتخب وزير النقل [الإنجليزية]‏.
- انتخب سفير كندا لدى فرنسا.
- انتخب وزير الشؤون الخارجية.

## روابط خارجية
- لورانس كانون على موقع مونزينجر (الألمانية)
- لورانس كانون على موقع إن إن دي بي (الإنجليزية)